# Castillo de Norviliškės
El Castillo de Norviliškės (en lituano: Norviliškių pilis) (un antiguo monasterio, también llamado Norviliškės Manor) es un castillo de estilo renacentista en Norviliškės, Lituania. El castillo Norviliškės se menciona por primera vez en 1586. En 1617 los propietarios donaron parte de la tierra a los franciscanos. Alrededor de 1745 se construyó un monasterio y una iglesia de estilo renacentista. El monasterio fue reconstruido a finales del siglo XVIII por Kaminskis Kazimieras. Después de la sublevación de noviembre de 1831, las autoridades rusas cerraron el monasterio y lo convirtieron en cuartel de soldados, y más tarde en un internado para niñas. La Iglesia de Santa María Madre Compasiva se cerró al mismo tiempo que el monasterio. Una nueva iglesia de madera fue construida en 1929.
Durante mucho tiempo, la antigua mansión quedó abandonada. En 2005, su reconstrucción fue iniciada por un empresario, Giedrius Klimkevičius, de Vilna.